# European Maritime Force
Die European Maritime Force (Euromarfor oder EMF) ist eine nicht stehende Militäreinheit mit der aktuellen Beteiligung von Frankreich, Italien, Portugal und Spanien. Sie besitzt sowohl Kapazitäten für See-, Luft- und amphibische Operationen.
Als schnelle Eingreiftruppe ist sie innerhalb fünf Tagen einsatzbereit.
Die Streitkraft wurde 1995 gegründet, um Petersberg-Aufgaben wie Seeherrschaft, humanitäre Hilfe, Friedenserhaltung, Krisenreaktion und Friedenserzwingung zu erfüllen.
Gewidmet primär den Interessen der Europäischen Union, kann sie entweder innerhalb der NATO oder versehen mit einem Mandat internationaler Organisationen wie den Vereinten Nationen oder der OSZE eingesetzt werden.

## Geschichte
Mit der Petersberg-Deklaration im Jahr 1992 begann die WEU einen Prozess zur Wandlung ihrer Strukturen, um sich den Gegebenheiten einer sich geänderten Welt nach dem Ende des kalten Krieges anzupassen.
In diesem Zug wurden zunächst die Typen der Streitkräfte identifiziert, um auch neue Arten an Missionen durchzuführen. Recht bald kamen die vier Gründerstaaten Frankreich, Italien, Portugal und Spanien überein eine multinationale Marinestreitkraft ins Leben zu rufen.
Schon am 15. Mai 1995 wurde das konstituierende Dokument der EUROMARFOR unterzeichnet und mit Ernennung des spanischen Admirals Acedo Manteola als ersten Kommandeur war die Gründung abgeschlossen.
Machbarkeit und Flexibilität wurden bereits mit der ersten Aktivierung 1996 unter Beweis gestellt. 2001 stellten dann Griechenland und die Türkei dann je einen Beobachter, um ihr Interesse an einem künftigen Beitritt unter Beweis zu stellen.
In den Jahren ihrer Existenz wurde mehr und mehr Zeit in Einsätze und Manöver investiert, erster Einsatz war 2002 die Operation Coherent Behaviour im östlichen Mittelmeer als erster autonomer Einsatz der vier EMF Nationen, in enger Kooperation zur NATO im Rahmen der Operation Active Endeavor.
Nach Ende des ersten Einsatzes folgte bereits im Jahr 2003 die Operation Resolute Behaviour im Indischen Ozean zur Unterstützung der internationalen Operation Enduring Freedom.
Die Beteiligung der EUROMARFOR an Einsätzen dieser Art stellte einerseits den Zusammenhalt, die Entschlusskraft und die Verpflichtung ihrer Mitglieder heraus, sich dem Kampf der internationalen Gemeinschaft gegen Terrorismus anzuschließen.
Als Resultat erwies sich EMF als effizient, hauptsächlich aufgrund seiner sehr flexiblen Strukturen, basierend nicht auf dem Konzept einer stehenden, sondern einer lediglich eine Struktur vorgebenden Streitkraft, die dann abhängig vom Auftrag aufgestellt wird.

### Meilensteine
| Datum                                   | Ereignis |
| --------------------------------------- | --- |
| 19. Juni 1992                           | Petersberg-Deklaration. The Konzept der Streitkräfte wird etabliert. |
| 28. Oktober 1993                        | Ministertreffen im italienischen Grosseto. Der Wunsch, eine internationale, maritime Streitkraft zu gründen, nimmt Gestalt an.                                                    |
| 15. Mai 1995                            | Lissabon-Konferenz, Unterzeichnung des Gründungsdokuments. |
| 2. Oktober 1995                         | Bestimmung von Admiral Manuel Acedo Manteola in Rota als ersten Kommandeur. |
| 23. April 1996                          | Erste Aktivierung im Rahmen der Übung EOLO und Hafenbesuch im maltesischen La Valletta.                                                                                           |
| 1. Oktober – 30. November 2002          | Erste Aktivierung für die Operation Coherent Behaviour im östlichen Mittelmeer.                                                                                                   |
| 14. Januar 2003 – 12. Dezember 2005     | Zweite Aktivierung für die Operation Resolute Behaviour im Rahmen der Operation Enduring Freedom im Indischen Ozean.                                                              |
| 26. – 30. November 2007                 | Teilnahme an der Übung MCE 07 zusammen mit der algerischen Marine an der algerischen Küste in der Nähe des Hafens von Oran.                                                       |
| 29. Februar 2008 – 28. Februar 2009     | Dritte Aktivierung für die Operation UNIFIL Maritime Task Force (MTF). Erstmalige Kommandoverantwortung innerhalb der UN-Friedenserhaltungsmission IMPARTIAL BEHAVIOR im Libanon. |
| 23. September 2010 – 27. September 2010 | Teilnahme an der Übung MCE 10 zusammen mit Marokko in der Nähe von Casablanca. |
| 6. Dezember 2011 – 6. April 2013        | Vierte Aktivierung zur Teilhabe an der EU-Operation Atalanta im Indischen Ozean.                                                                                                  |
| 6. April 2013 – 6. August 2013          | Fünfte Aktivierung zur nochmaligen Teilhabe an der EU-Operation Atalanta im Indischen Ozean.                                                                                      |
| 6. Dezember 2013 – 6. April 2014        | Sechste Aktivierung zur nochmaligen Teilhabe an der EU-Operation Atalanta im Indischen Ozean.                                                                                     |
| 7. Juni 2014 – 13. Juni 2014            | Teilnahme an der Übung MCE 14 zusammen mit Marokko |
| 12. Juni 2014 – 24. Juni 2014           | Teilnahme an der italienischen Übung ITALIAN MINEX 14 |
| 6. August 2014 – 13. Februar 2015       | Siebte Aktivierung zur nochmaligen Teilhabe an der EU-Operation Atalanta im Indischen Ozean.                                                                                      |
| 6. Mai 2015 – 17. September 2015        | Achte Aktivierung zur nochmaligen Teilhabe an der EU-Operation Atalanta im Indischen Ozean.                                                                                       |
| 18. Mai 2015 – 28. Mai 2015             | Teilnahme an der spanischen Übung SPANISH MINEX 15 |
| 15. Juni 2015 – 26. Juni 2015           | Teilnahme an der portugiesischen Übung CONTEX – RHIBEX 15 |
| 6. Oktober 2015 – 23. März 2016         | Neunte Aktivierung zur nochmaligen Teilhabe an der EU-Operation Atalanta im Indischen Ozean.                                                                                      |

## Mitgliedsstaaten

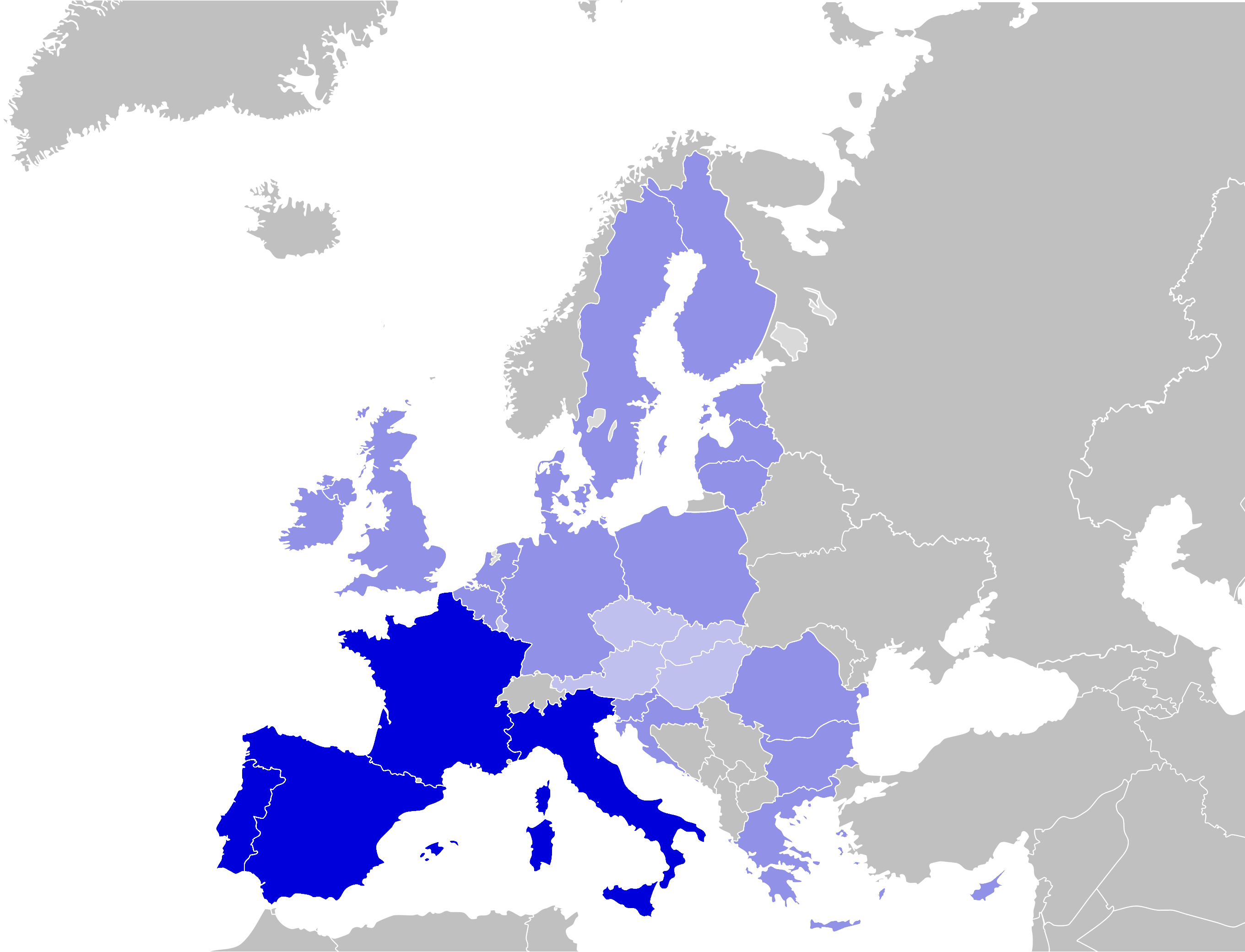
Mitgliedsstaaten der European Maritime Force innerhalb der EU
Mitgliedsstaat Euromarfor
EU-Mitgliedsstaat mit Marine
EU-Mitgliedsstaat ohne Marine

Euromarfor hat Stand 2015 vier Mitglieder:
- Frankreich (1995)
- Italien (1995)
- Portugal (1995)
- Spanien (1995)

und zwei Beobachter:
- Griechenland (2001)
- Türkei (2001)

## Kommandeure
| Beginn             | Rang                  | Name                               | Nationalität |
| ------------------ | --------------------- | ---------------------------------- | ------------ |
| 2. Oktober 1995    | Almirante             | Manuel Acedo Manteola              | Spanien      |
| 7. Oktober 1996    | Vice-Amiral d’Escadre | Philippe Durteste                  | Frankreich   |
| 22. Oktober 1997   | Ammiraglio di Squadra | Umberto Guarnieri                  | Italien      |
| 14. Februar 1998   | Ammiraglio di Squadra | Paolo Giardini                     | Italien      |
| 9. Oktober 1998    | Vice-Almirante        | Reis Rodrigues                     | Portugal     |
| 14. October 1999   | Almirante             | Francisko Rapallo Comendador       | Spanien      |
| 14. September 2001 | Ammiraglio di Squadra | Quinto Gramellini                  | Italien      |
| 16. September 2003 | Vice-Amiral d’Escadre | Alain Dumontet                     | Frankreich   |
| 20. September 2005 | Almirante             | Angel Tello Valero                 | Spanien      |
| 31. August 2006    | Almirante             | Fernando Armada Vadillo            | Spanien      |
| 17. September 2007 | Ammiraglio di Squadra | Giuseppe Lertora                   | Italien      |
| 9. April 2009      | Ammiraglio di Squadra | Luigi Binelli Mantelli             | Italien      |
| 15. September 2009 | Vice-Almirante        | José Saldanha Lopes                | Portugal     |
| 28. November 2010  | Vice-Almirante        | José Monteiro Montenegro           | Portugal     |
| 15. September 2011 | Vice-Amiral d’Escadre | Xavier Magne                       | Frankreich   |
| 18. September 2013 | Almirante             | Santiago Bolibar Piñeiro           | Spanien      |
| 29. Juli 2015      | Almirante             | D. Francisco Javier Franco Suanzes | Spanien      |
| 17. September 2015 | Ammiraglio di Squadra | Filippo Maria Foffi                | Italien      |
| 16. September 2016 | Ammiraglio di Squadra | Donato Marzano                     | Italien      |

## Wappen

Wappen der EUROMARFOR

Ein spanischer Schild, das Feld ist blau, ein Olivenzweig mit grünen Blättern überkreuzt ein silbernes Schwert mit einer goldenen Parierstange. In der Mitte befindet sich ein schwarzer Anker, im oberen Feld befinden sich vier fünfstrahlige goldene Sterne, im unteren Feld drei silberne wellenförmige Linien.
- Die Form des Wappenschilds repräsentiert den Verteidiger
- Die blaue Farbe des Feldes steht einerseits für Wahrhaftigkeit und Königlichkeit und erinnert an die Flagge der Europäischen Union
- Die vier goldenen Sterne stehen für die Gründernationen: Frankreich, Italien, Portugal und Spanien.
- Das Schwert repräsentiert Gerechtigkeit und militärische Ehre
- Der Olivenzweig steht für Frieden und Übereinstimmung, erinnert an die Missionsziele  humanitäre Hilfe, Friedenserhaltung, Krisenreaktion und Friedenserzwingung
- Die Wellen stehen für die Gemeinsamkeit der vier Nationen als Länder, die am Meer liegen
- Der Anker repräsentiert die Hoffnung und symbolisiert die Marine

## Logo

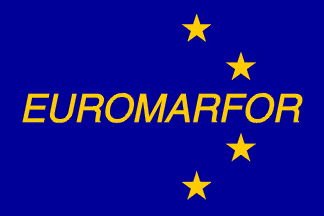
Logo der Euromarfor

Das Logo der Euromarfor besteht aus:
- blauem Hintergrund
- dem Schriftzug EUROMARFOR in gold,
- vier Sternen in gold, für die Anzahl der Mitglieder

## Motto
Das Motto der European Maritime Force ist der Leitspruch:

„At sea for peace“

 (Englisch: Zur See für den Frieden)